# Svarthöna

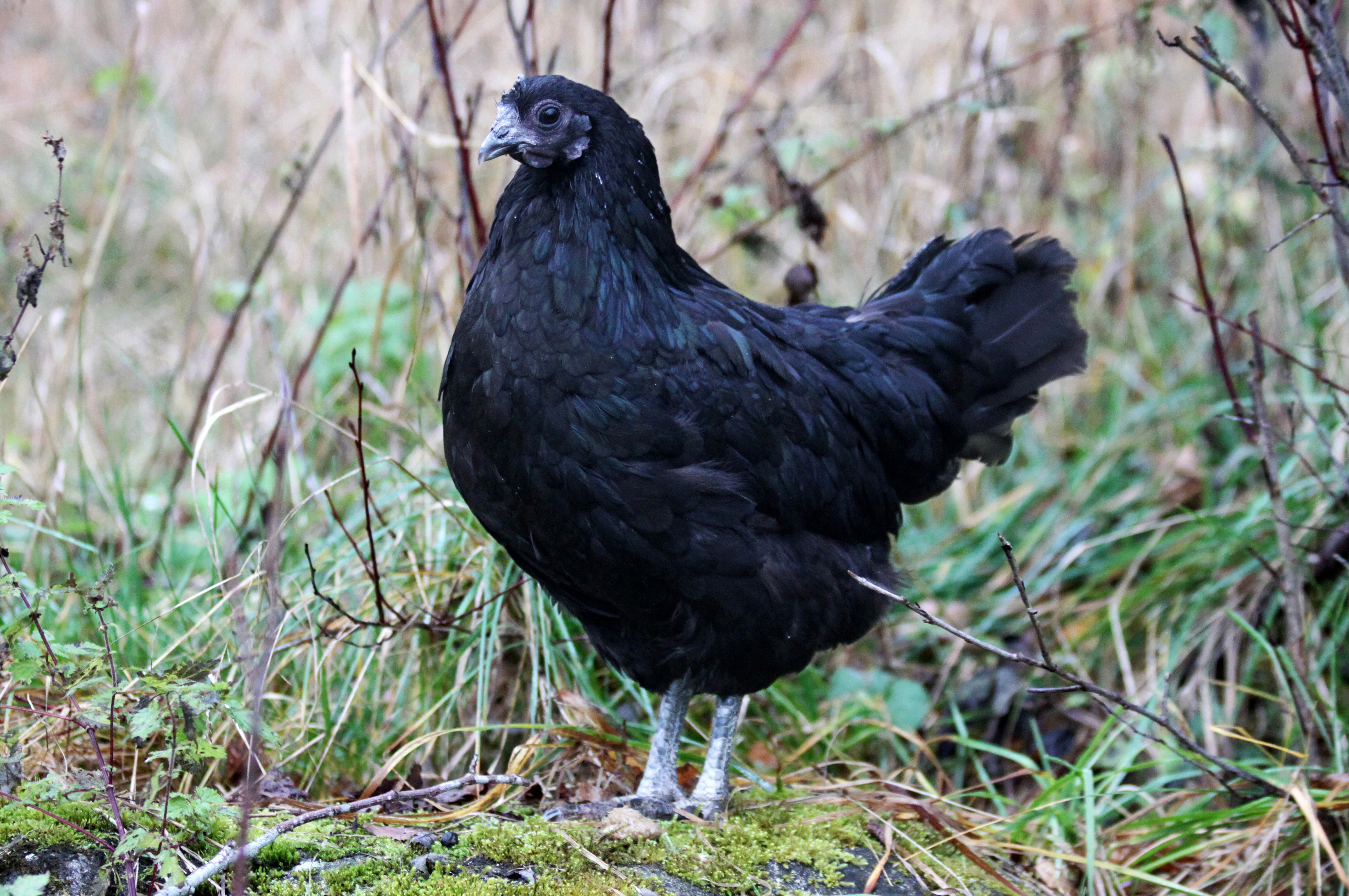
Một con gà đen Thụy Điển

Svarthöna (tên đầy đủ là Bohuslän-Dals svarthöna) hay còn gọi là gà đen Thụy Điển (Swedish Black) là một giống gà có màu lông đen được hình thành nên bằng nguồn gốc từ Thụy Điển. Giống gà này được coi là có nguồn gốc từ những con gà được vận chuyển từ Mozambique đến Na Uy bởi các thủy thủ vào khoảng thế kỷ 17. Kể từ đó, Svarthöna đã thích nghi với khí hậu lạnh lẽo ở phía bắc, nhưng vẫn giữ được chất lượng hiếm có của lớp da đen và mô liên kết,sau khi chúng du nhập vào Thụy Điển và được cải tạo đã có những hình thái như hiện nay. Các sắc tố đen được tìm thấy trong da và mô liên kết đã được chứng minh là nguyên nhân gây ra bởi một biến thể của gen EDN3, một đặc điểm mà nó chia sẻ với gà Silkie Trung Quốc, Ayam Cemani của Indonesia và gà H'Mong đen Việt Nam.

## Đặc điểm
Những kiểu hình hiện tại của giống gà Svarthöna đã được đưa ra tình trạng của một vùng đất mà chúng du nhập đến. Tất cả các mục nhập (cơ sở giống) của Thụy Điển trong các ngân hàng gen có thể được truy tìm đến một nhóm gà đến Thụy Điển vào đầu thế kỷ 19. Vào năm 1956, đàn gà giống này được mua bởi hai anh em ở Bullarithergd. Hiệp hội giống gà Landrace của Thụy Điển  đã bảo tồn giống gà này trong một ngân hàng gen từ năm 1991. Một con gà trống Svarthöna có thể nặng tới 2 kg, trong khi gà mái không vượt quá 1,5 kg. Trứng cỡ nhỏ (38-48 g) với lòng đỏ lớn. Một số con gà Svarthöna có một số khả năng bay. Màu đen của những giống gà trên xuất phát từ đặc điểm di truyền mang tên fibromelanosis.
Fibromelanosis là kết quả của sự tái sắp xếp phức tạp trong bộ gene. Đột biến ẩn sau fibromelanosis rất kỳ lạ nó chỉ xảy ra một lần. Phần lớn động vật có xương sống sở hữu một gene gọi là endothelin 3 hay EDN3 đóng vai trò kiểm soát màu da. Khi con gà đang phát triển, tế bào ở da và nang lông biểu hiện EDN3, kích hoạt sự di cư của những nguyên bào sắc tố đen. Nhưng ở những con gà bị tăng sắc tố mô, tất cả tế bào trong cơ thể đều biểu hiện EDN3, tạo ra lượng nguyên bào sắc tố đen cao gấp 10 lần khiến xương và nội tạng trông như nhuộm nhựa đường, đột biến này dường như không gây hại cho các giống gà mà màu đen sẫm khiến chúng trở nên giá trị hơn với những người chăn nuôi vì thịt và xương đen có mùi vị rất đặc biệt.